# 神威E级原型机
神威E级原型机（其中的“E级”（英語：Exascale）指“每秒可进行百亿亿次浮点运算超级计算机”）是中国国家并行计算机工程技术研究中心制造的一台超級计算机，被用于探索实现E级系统的可能技术路线和手段。该计算机位于山東省濟南市的国家超级计算济南中心，于2016年6月开始建设，2018年8月5日完成部署、正式启用。

## 系统硬件
神威E级原型机包含1024个中国自主研发的申威SW26010+ 异构众核架构处理器，单个处理器片上包含260个核心（包括4个运算控制核心和256个运算核心），共计266240个核心。该型号处理器为此前神威·太湖之光所采用的申威SW26010的改进型，整体同样采用自有的申威指令集，处理器运行频率为1.5GHz。每两片处理器连接到同一个网络接口芯片，构成一个运算节点，单节点性能可达6.12TFlops。
通信方面，神威E级原型机使用了新开发的网络接口芯片和路由器芯片。为了实现E级计算机所需的网络规模，原型机采用了与神威·太湖之光不同的互连方式，通过改良的胖树拓扑结构和新设计的消息引擎，将通信性能提升到了神威·太湖之光的4倍。
除处理器和网络系统之外，原型机的存储系统也全部使用了中国自主设计制造的芯片，整体存储架构与神威·太湖之光类似。

## 系统性能
神威E级原型机的峰值运算能力达到了3.13PFlops，持续性能为2.556PFlops，Linpack效率81.5%，在建成时性能位列中国高性能计算机TOP100第4位，世界超算排行榜TOP500第75位，目前（2023年）位居中国高性能计算机TOP100第51位。系统性能功耗比为11.3GFlops/W，总功耗为290KW，较此前的神威·蓝光计算机下降了75%。

## 应用
神威E级原型机的应用领域包括海洋、医药、材料、气象、化学、工业、教学、生态、航天等多个方面。原型机2018年建成时，即部署了12个领域的35项重大计算任务。其中22项应用具备扩展到E级规模的能力，6项应用曾成功入围戈登贝尔奖。